# فرودگاه کینگستون نورمن روجر
فرودگاه کینگستون نورمن روجر (به انگلیسی: Kingston/Norman Rogers Airport) یک فرودگاه همگانی باربری با کد یاتا YGK است که یک باند فرود آسفالت دارد و طول باند آن ۱۵۰۲ متر است. این فرودگاه در کشور کانادا قرار دارد و در ارتفاع ۹۲ متری از سطح دریا واقع شده است.

## شرکت‌های هواپیمایی و مقصدهای پروازی
| شرکت‌های هواپیمایی  | مقصدهای پروازی |
| ------------------ | -------------- |
| Air Canada Express | پیرسون تورنتو  |